# Pixelados y temerosos
«Pixelados y temerosos» —título original: «Pixelated and Afraid»— es el undécimo episodio de la trigésimatercera temporada de la serie de televisión de animación estadounidense Los Simpson, y el 718 en total. Se emitió en los Estados Unidos en Fox el 27 de febrero de 2022. El episodio fue dirigido por Chris Clements y escrito por John Frink. El título es una parodia de Naked and Afraid. Maggie Simpson no aparece en este episodio.
En este episodio, Homer y Marge se quedan varados en el desierto de camino a un resort romántico y deben aprender a sobrevivir. El episodio recibió críticas positivas.

## Trama
Lisa, Marge y Homer están viendo una película en blanco y negro, en la que Mick invita a Moira a The Golden Gimlet por su aniversario. Lisa espera tener la misma relación apasionada que la pareja de la película cuando se case, pero Marge y Homer le dicen que dentro de diez años probablemente tendrá el mismo tipo de relación que ellos. Al día siguiente, Lisa le cuenta a Bart sus preocupaciones sobre la vida amorosa de sus padres, asustándolo con la idea de cómo tratarán a su futura novia, obesa en el sofá, agarrándola con manos mecánicas. Para remediar la situación, Bart y Lisa tienen una charla con sus padres, en la que Lisa les propone utilizar su vale para el Centro de Convivencia Azafrán en la cima de la Montaña Luna de Miel.
Homer y Marge discuten las comodidades del centro de camino allí y se dicen el uno al otro que realmente no quieren ir allí, pero al intentar dar la vuelta con el coche, acaban patinando en el hielo y saliéndose de la carretera, estrellándose contra el río helado. Después de nadar hasta un lugar seguro con el teléfono roto y sin coche, encienden un fuego y cuelgan la ropa desnuda para que se seque. Tras subirse a un árbol para evaluar la situación, Marge encuentra algo rojo en una abertura cercana, pero al bajar la rama se rompe y la ropa se reduce a cenizas.
Después, llegan a la mira roja, que es una bañera con forma de corazón, y descubren el letrero de las cabañas de la Montaña Luna de Miel. Utilizan una caja de cerillas para encender un nuevo fuego con la bañera llena de hojas y ramas, y empiezan a hacer ropa nueva y un refugio con los trozos que han recogido por el bosque, sin darse cuenta de que un glotón se esconde entre las sombras, observándoles. Pasa el tiempo, tienen hambre y luchan por encontrar comida. Finalmente pescan un pez para cocinarlo, pero el humo del fuego atrae al glotón. Para poner a salvo a Marge, Homer se sube a un árbol y se utiliza a sí mismo como cebo, pero el glotón le alcanza. Marge sale valientemente y le da a Homer un palo con una cabeza de estatua atada para defenderse, y él lo mata. Se besan apasionadamente bajo la luna.
Al día siguiente, cuando Homer sale a recoger musgo, ve a un guardabosques en bicicleta mientras Homer se debate en silencio entre quedarse o no. Marge sugiere seguir las huellas, así que recogen sus cosas y se despiden de la cabaña, y atraviesan el bosque hasta llegar al puesto del guardabosques, donde disfrutan de la puesta de sol y se abrazan.

## Producción
El productor ejecutivo Matt Selman declaró que el guionista John Frink y la productora Carolyn Omine querían hacer una parodia de Naked and Afraid. Omine luchó por convertirla en una historia de amor entre Homer y Marge. Frink quiso incluir la canción «Pretty World» de Sérgio Mendes & Brasil '66. Frink y Omine basaron el complejo abandonado en otros similares cerrados en las montañas Pocono.
El departamento de Normas de Emisión de Fox era reacio a mostrar desnudos pixelados de Marge y Homer, por lo que Selman llamó al presidente de Fox, Charlie Collier, para que permitiera el pixelado. Homer fue pixelado con los mismos estándares que Marge a modo de broma. El episodio también mostraba a Homer y Marge matando a un glotón porque los productores querían mostrar la realidad de estar perdido en el desierto.

## Recepción

### Audiencia
En su emisión original, el episodio obtuvo una audiencia de 0,39 y fue visto por 1,41 millones de espectadores, siendo el programa de mayor audiencia de Animation Domination esa noche.

### Respuesta de la crítica
Tony Sokol de Den of Geek dio al episodio 4 de 5 estrellas y afirmó: «Algunos de estos desarrollos son casi impropios de Homer. Es un poco demasiado competente en la naturaleza. Da la impresión de que ha vuelto a sacarse el lápiz de la nariz. Tiene la capacidad de entender que Marge tiene todas las soluciones reales, y aún así encuentra la forma de ir un paso más allá, asegurándose de que tiene alfombras a juego en los pies al final del episodio. Lo que Bart y Lisa ven, cuando miran a Homer y Marge tirar bolsas de pañales en contenedores de tacos, es una pareja que se ha rendido. La escena del glotón demuestra que todo era un ejercicio, como las lecciones de "encerar, encerar" de Karate Kid».
Marcus Gibson de Bubbleblabber calificó el episodio con un 7,5 sobre 10 y afirmó: «Este es uno de los episodios que no se basan demasiado en el slapstick y se concentran en contar la historia. Los guionistas intentan que Homer y Marge trabajen juntos para sobrevivir contra el salvaje y mortal glotón, a la vez que transmiten un mensaje sobre la belleza de la naturaleza. También vemos más a Homer siendo un marido cariñoso con Marge en lugar de un gruñón descuidado como en algunos episodios anteriores, lo que es genial para la gente que necesitaba un descanso de su actitud negligente. El resultado dista mucho de ser perfecto, pero a pesar de todo es tan atractivo como la chispa de la pareja». Jesse David Fox de Vulture afirmó que el episodio se contaría entre los clásicos.

### Premios y nominaciones
Este episodio fue nominado al Primetime Emmy Award al mejor programa de animación en la 74ª edición de los Primetime Creative Arts Emmy Awards, pero perdió frente al episodio de Arcane «When These Walls Come Tumbling Down». El guionista John Frink también fue nominado al premio Writers Guild of America de Televisión: Animación en la 75ª edición de los premios Writers Guild of America.